# Acalyptris fagarivora
Acalyptris fagarivora là một loài bướm đêm thuộc họ Nepticulidae. Nó được miêu tả bởi Vári năm 1955. Loài này có ở Nam Phi (It was described from Pretoria).